# Матч всех звёзд Единой лиги ВТБ 2022
Матч всех звёзд Единой лиги ВТБ 2022 — показательная баскетбольная игра, которая была сыграна в Москве во дворце спорта «ВТБ Арена» 20 февраля 2022 года. Эта игра была шестым матчем всех звёзд в истории Единой лиги ВТБ. Помимо самой главной игры, в которой встретились команды «Звезд России» и «Звезд Мира», были проведены матч знаменитостей, игра молодых звёзд, конкурсы по броскам сверху и состязание 3-очковых бросков.

## Игра
В матче встретились игроки, выступающие в турнире Единой лиги ВТБ 2021/22: россияне («Звезды России») и легионеры («Звезды Мира»). Составы команд определялись голосованием болельщиков и анкетированием СМИ, в котором приняли участия 25 изданий. Составы команд формировались в соответствии со следующими правилами:
- Каждая команда должна состоять из 12 игроков — 6 защитников и 6 представителей передней линии;
- В каждой команде есть 2 wild card-места от Лиги;
- В каждой команде не должно быть более 2 игроков из одного клуба (без учёта wild card).

Главным тренером команды «Звёзды России» был выбран тренер клуба «Нижний Новгород» Зоран Лукич, а главным тренером команды «Звёзды Мира» — тренер команды УНИКС Велимир Перасович, которые и выбирали стартовые пятёрки своих команд из списка игроков.

### Составы
| Поз.                    | Игрок               | Команда          | Всего голосов |              |
| Задняя линия            | Задняя линия        | Задняя линия     | Задняя линия  | Задняя линия |
| ----------------------- | ------------------- | ---------------- | ------------- | ------------ |
| РЗ                      | Иван Стребков       | Нижний Новгород  | 25            |              |
| АЗ                      | Алексей Швед        | ЦСКА             | 24            |              |
| АЗ                      | Евгений Колесников  | Автодор          | 21            |              |
| АЗ                      | Дмитрий Кулагин     | Зенит            | 20            |              |
| АЗ                      | Евгений Воронов     | Парма            | 14            |              |
| Передняя линия          |                     |                  |               |              |
| ЛФ                      | Антон Астапкович    | Нижний Новгород  | 25            |              |
| ТФ                      | Андрей Воронцевич   | УНИКС            | 22            |              |
| ТФ                      | Джоэль Боломбой     | ЦСКА             | 18            |              |
| ТФ                      | Станислав Ильницкий | Локомотив-Кубань | 14            |              |
| ЛФ                      | Сергей Карасёв      | Зенит            | 11            |              |
| Wild-Card               |                     |                  |               |              |
| ТФ                      | Сергей Торопов      | Нижний Новгород  | —             |              |
| ЛФ                      | Никита Курбанов     | ЦСКА             | —             |              |
| Гл. тренер: Зоран Лукич |                     |                  |               |              |

| Поз.                          | Игрок                 | Команда          | Всего голосов |              |
| Задняя линия                  | Задняя линия          | Задняя линия     | Задняя линия  | Задняя линия |
| ----------------------------- | --------------------- | ---------------- | ------------- | ------------ |
| АЗ                            | Эррик Макколлум       | Локомотив-Кубань | 25            |              |
| АЗ                            | Билли Бэрон           | Зенит            | 17            |              |
| РЗ                            | Энтони ХикиINJ2       | Астана           | 13            |              |
| АЗ                            | Габриэль ЛундбергINJ3 | ЦСКА             | 13            |              |
| РЗ                            | Кенни Чери            | Автодор          | 9             |              |
| Передняя линия                |                       |                  |               |              |
| ЛФ                            | Марио Хезоня          | УНИКС            | 25            |              |
| ТФ                            | Торнике Шенгелия      | ЦСКА             | 21            |              |
| ТФ                            | Джонатан МотлиINJ1    | Локомотив-Кубань | 20            |              |
| ТФ                            | Джордан Мики          | Зенит            | 16            |              |
| ЛФ                            | Джон Браун            | УНИКС            | 14            |              |
| Wild-Card                     |                       |                  |               |              |
| РЗ                            | Айзея Канаан          | УНИКС            | 6             |              |
| АЗ                            | Дэниел Хэккетт        | ЦСКА             | —             |              |
| Гл. тренер: Велимир Перасович |                       |                  |               |              |

↑  Джонатан Мотли не смог принять участие в матче из-за травмы, изначально его должен был заменить форвард «Енисея» Даррал Уиллис, однако вскоре было объявлено, что Уиллис также пропустит мероприятие из-за травмы, и на его место был приглашён форвард «Автодора» Джерон Джонсон.

↑  Энтони Хики не смог принять участие в матче по личным обстоятельствам, вместо него был приглашён форвард «Калева» Камари Мёрфи.

↑  Габриэль Лундберг не смог принять участие в матче из-за травмы, его заменил центровой «Зенита» Алекс Пойтресс.
| 20 февраля 2022 16:00 | Протокол | Звёзды России              | 121 : 129 | Звёзды Мира                         | ВТБ Арена, Москва Зрителей: 4 125 Судьи: Роберт Виклицкий Райн Пееранди Илья Путенко |
| 20 февраля 2022 16:00 | Протокол | 41:36, 23:38, 32:22, 25:33 |           |                                     | ВТБ Арена, Москва Зрителей: 4 125 Судьи: Роберт Виклицкий Райн Пееранди Илья Путенко |
| 20 февраля 2022 16:00 | Протокол | Дмитрий Кулагин 17         | Очки      | Марио Хезоня 29                     | ВТБ Арена, Москва Зрителей: 4 125 Судьи: Роберт Виклицкий Райн Пееранди Илья Путенко |
| 20 февраля 2022 16:00 | Протокол | Андрей Воронцевич 11       | Подборы   | Джордан Мики 11                     | ВТБ Арена, Москва Зрителей: 4 125 Судьи: Роберт Виклицкий Райн Пееранди Илья Путенко |
| 20 февраля 2022 16:00 | Протокол | Дмитрий Кулагин 10         | Передачи  | Джерон Джонсон, Дэниел Хэккетт по 9 | ВТБ Арена, Москва Зрителей: 4 125 Судьи: Роберт Виклицкий Райн Пееранди Илья Путенко |

Самым ценным игроком матча был признан Марио Хезоня, который набрал 29 очков, сделал 4 подбора и отдал 3 передачи.

## Конкурс трёхочковых бросков
В конкурсе трёхочковых бросков участвовали представители команд Единой лиги ВТБ в сезоне-2021/22.
| Поз. | Игрок             | Команда | Рост   | Вес    | Счёт |
| ---- | ----------------- | ------- | ------ | ------ | ---- |
| ЛФ   | Марио Хезоня      | УНИКС   | 203 см | 100 кг | 22   |
| АЗ   | Билли Бэрон       | Зенит   | 188 см | 88 кг  | 21   |
| ТФ   | Андрей Воронцевич | УНИКС   | 207 см | 107 кг | 15   |
| З    | Павел Сергеев     | Автодор | 186 см | 88 кг  | 14   |

### Финальный раунд
| Поз. | Игрок        | Команда | Счёт |
| ---- | ------------ | ------- | ---- |
| АЗ   | Билли Бэрон  | Зенит   | 22   |
| ЛФ   | Марио Хезоня | УНИКС   | 18   |

Победителем конкурса стал Билли Бэрон.

## Конкурс слэм-данков
В конкурсе  по броскам сверху участвовали представители команд Единой лиги ВТБ в сезоне-2021/22..
| Поз. | Игрок          | Команда | Рост   | Вес    | Попытка 1 | Попытка 2 | Всего |
| ---- | -------------- | ------- | ------ | ------ | --------- | --------- | ----- |
| Ф    | Алекс Пойтресс | Зенит   | 205 см | 108 кг | 41        | 47        | 88    |
| Ф    | Марио Хезоня   | УНИКС   | 203 см | 100 кг | 40        | 47        | 87    |
| Ф    | Джерон Джонсон | Автодор | 198 см | 92 кг  | 43        | 39        | 82    |
| Ф    | Камари Мёрфи   | Калев   | 206 см | 99 кг  | 39        | 38        | 77    |

### Финальный раунд
| Поз. | Игрок          | Команда | Попытка 1 | Попытка 2 | Всего |
| ---- | -------------- | ------- | --------- | --------- | ----- |
| Ф    | Марио Хезоня   | УНИКС   | 43        | 50        | 93    |
| Ф    | Алекс Пойтресс | Зенит   | 46        | 43        | 89    |

Победителем конкурса стал Марио Хезоня.